# Communauté de communes Cœur de France
Die Communauté de communes Cœur de France ist ein französischer Gemeindeverband mit der Rechtsform einer Communauté de communes im Département Cher in der Region Centre-Val de Loire. Sie wurde am 12. Oktober 2012 gegründet und umfasst 19 Gemeinden. Der Verwaltungssitz befindet sich im Ort Saint-Amand-Montrond.

## Mitgliedsgemeinden
| Gemeinde                              | Einwohner 1. Januar 2022 | Fläche km² | Dichte Einw./km² | Code INSEE | Postleitzahl |
| ------------------------------------- | ------------------------ | ---------- | ---------------- | ---------- | ------------ |
| Arpheuilles                           | 301                      | 48,01      | 6                | 18013      | 18200        |
| Bessais-le-Fromental                  | 293                      | 25,75      | 11               | 18029      | 18210        |
| Bouzais                               | 285                      | 3,35       | 85               | 18034      | 18200        |
| Bruère-Allichamps                     | 569                      | 13,90      | 41               | 18038      | 18200        |
| Charenton-du-Cher                     | 999                      | 47,89      | 21               | 18052      | 18210        |
| Colombiers                            | 410                      | 9,51       | 43               | 18069      | 18200        |
| Coust                                 | 430                      | 21,89      | 20               | 18076      | 18210        |
| Drevant                               | 551                      | 4,84       | 114              | 18086      | 18200        |
| Farges-Allichamps                     | 255                      | 8,30       | 31               | 18091      | 18200        |
| La Celle                              | 329                      | 12,80      | 26               | 18042      | 18200        |
| La Groutte                            | 119                      | 2,92       | 41               | 18107      | 18200        |
| Marçais                               | 305                      | 29,03      | 11               | 18136      | 18170        |
| Meillant                              | 648                      | 40,60      | 16               | 18142      | 18200        |
| Nozières                              | 234                      | 10,35      | 23               | 18169      | 18200        |
| Orcenais                              | 242                      | 18,93      | 13               | 18171      | 18200        |
| Orval                                 | 1.637                    | 7,65       | 214              | 18172      | 18200        |
| Saint-Amand-Montrond                  | 9.690                    | 20,17      | 480              | 18197      | 18200        |
| Saint-Pierre-les-Étieux               | 744                      | 27,34      | 27               | 18231      | 18210        |
| Vernais                               | 184                      | 25,84      | 7                | 18276      | 18210        |
| Communauté de communes Cœur de France | 18.225                   | 379,07     | 48               | –          | –            |